# Wyszyny
Wyszyny (prononciation : [vɨˈʂɨnɨ]) est un village polonais de la gmina de Budzyń dans le powiat de Chodzież de la voïvodie de Grande-Pologne dans le centre-ouest de la Pologne.
Il se situe à environ 8 kilomètres à l'ouest de Budzyń (siège de la gmina), 12 kilomètres au sud de Chodzież (siège du powiat), et à 54 kilomètres au nord de Poznań (capitale de la Grande-Pologne).

## Histoire
De 1975 à 1998, le village faisait partie du territoire de la voïvodie de Piła.

Depuis 1999, Wyszyny est situé dans la voïvodie de Grande-Pologne.
Le village possède une population de 820 habitants.